# Chauray
Chauray és un municipi francès situat al departament de Deux-Sèvres i a la regió de la Nova Aquitània. L'any 2007 tenia 5.085 habitants.

## Demografia

### Població
El 2007 la població de fet de Chauray era de 5.085 persones. Hi havia 2.097 famílies de les quals 465 eren unipersonals (142 homes vivint sols i 323 dones vivint soles), 791 parelles sense fills, 703 parelles amb fills i 138 famílies monoparentals amb fills.
La població ha evolucionat segons el següent gràfic:
Habitants censats

### Habitatges
El 2007 hi havia 2.223 habitatges, 2.128 eren l'habitatge principal de la família, 6 eren segones residències i 89 estaven desocupats. 2.023 eren cases i 127 eren apartaments. Dels 2.128 habitatges principals, 1.545 estaven ocupats pels seus propietaris, 549 estaven llogats i ocupats pels llogaters i 34 estaven cedits a títol gratuït; 67 tenien una cambra, 82 en tenien dues, 188 en tenien tres, 603 en tenien quatre i 1.188 en tenien cinc o més. 1.727 habitatges disposaven pel capbaix d'una plaça de pàrquing. A 797 habitatges hi havia un automòbil i a 1.208 n'hi havia dos o més.

### Piràmide de població
La piràmide de població per edats i sexe el 2009 era:
| Homes | Edats   | Dones |
| ----- | ------- | ----- |
| 0     | 95 o +  | 0     |
| 0     | 90 a 94 | 16    |
| 24    | 85 a 89 | 16    |
| 4     | 80 a 84 | 32    |
| 32    | 75 a 79 | 48    |
| 48    | 70 a 74 | 60    |
| 76    | 65 a 69 | 76    |
| 108   | 60 a 64 | 76    |
| 108   | 55 a 59 | 168   |
| 220   | 50 a 54 | 208   |
| 220   | 45 a 49 | 204   |
| 212   | 40 a 44 | 288   |
| 216   | 35 a 39 | 224   |
| 164   | 30 a 34 | 184   |
| 120   | 25 a 29 | 136   |
| 100   | 20 a 24 | 100   |
| 228   | 15 a 19 | 136   |
| 256   | 10 a 14 | 144   |
| 144   | 5 a 9   | 152   |
| 140   | 0 a 4   | 108   |

## Economia
El 2007 la població en edat de treballar era de 3.480 persones, 2.577 eren actives i 903 eren inactives. De les 2.577 persones actives 2.382 estaven ocupades (1.165 homes i 1.217 dones) i 195 estaven aturades (96 homes i 99 dones). De les 903 persones inactives 486 estaven jubilades, 253 estaven estudiant i 164 estaven classificades com a «altres inactius».

### Ingressos
El 2009 a Chauray hi havia 2.156 unitats fiscals que integraven 5.427 persones, la mediana anual d'ingressos fiscals per persona era de 22.159 €.

### Activitats econòmiques
Dels 368 establiments que hi havia el 2007, 1 era d'una empresa extractiva, 3 d'empreses alimentàries, 5 d'empreses de fabricació de material elèctric, 3 d'empreses de fabricació d'elements pel transport, 11 d'empreses de fabricació d'altres productes industrials, 37 d'empreses de construcció, 132 d'empreses de comerç i reparació d'automòbils, 18 d'empreses de transport, 12 d'empreses d'hostatgeria i restauració, 15 d'empreses d'informació i comunicació, 35 d'empreses financeres, 10 d'empreses immobiliàries, 48 d'empreses de serveis, 16 d'entitats de l'administració pública i 22 d'empreses classificades com a «altres activitats de serveis».
Dels 69 establiments de servei als particulars que hi havia el 2009, 1 era una oficina de correu, 3 oficines bancàries, 17 tallers de reparació d'automòbils i de material agrícola, 3 tallers d'inspecció tècnica de vehicles, 11 paletes, 2 guixaires pintors, 5 fusteries, 3 lampisteries, 2 electricistes, 4 empreses de construcció, 5 perruqueries, 7 restaurants, 3 agències immobiliàries, 1 tintoreria i 2 salons de bellesa.
Dels 52 establiments comercials que hi havia el 2009, 1 era un hipermercat, 1 un supermercat, 1 una gran superfície de material de bricolatge, 4 fleques, 3 llibreries, 17 botigues de roba, 5 botigues d'equipament de la llar, 3 sabateries, 1 una botiga d'electrodomèstics, 3 botigues de mobles, 3 botigues de material esportiu, 1 una botiga de material de revestiment de parets i terra, 2 drogueries, 2 perfumeries, 2 joieries i 3 floristeries.
L'any 2000 a Chauray hi havia 18 explotacions agrícoles que ocupaven un total de 1.080 hectàrees.

## Equipaments sanitaris i escolars
Els 2 equipaments sanitaris que hi havia el 2009 eren farmàcies.
El 2009 hi havia 1 escola maternal i 2 escoles elementals.

## Poblacions més properes
El següent diagrama mostra les poblacions més properes.